# علی آتای
علی آتای (ترکی استانبولی: Ali Atay؛ زادهٔ ۲۰ آوریل ۱۹۷۶) هنرپیشه، خواننده، کارگردان فیلم اهل ترکیه است. او فعالیت حرفه‌ای خود را در سال ۱۹۹۹ آغاز کرد.